# Caso Mateus

O Gil Vicente é um clube de Barcelos.

Ficou conhecido como Caso Mateus um complexo de casos judiciários tanto na justiça desportiva como nos tribunais civis que pôs a nu uma série de disfunções na organização do futebol profissional em Portugal, tanto na Federação Portuguesa de Futebol como na Liga Portuguesa de Futebol Profissional, e ameaçou o funcionamento do campeonato nacional de futebol da Primeira Liga. O caso levou mesmo a FIFA a ameaçar suspender a seleção portuguesa e os clubes portugueses de todas as competições internacionais. O caso teve por epicentro o jogador Mateus Galiano da Costa, o Gil Vicente Futebol Clube e o Clube de Futebol Os Belenenses, mas estendeu-se a todo o futebol profissional português.

## Quem é Mateus?

Mateus jogou no Campeonato do Mundo pelo seu país, Angola.

Mateus Galiano da Costa, conhecido apenas por Mateus, é um futebolista angolano. Em Portugal, jogou no Casa Pia, Felgueiras, Lixa, Gil Vicente, Boavista, Nacional, Arouca e Boavista. Nunca conseguiu chegar aos grandes clubes portugueses, no entanto, em 2006, foi selecionado para representar a Seleção Angolana no Campeonato Mundial de 2006, e jogou os três jogos da sua equipa na Alemanha. De salientar que no final da época de 2006, a do caso 'Mateus', o jogador saiu para o Boavista, não voltando a jogar pelo Gil Vicente.

## Génese
A 11 de Janeiro de 2006, a Federação Portuguesa de Futebol (FPF) e a Liga Portuguesa de Futebol Profissional (LPFP) recusaram a inscrição do jogador Mateus no Gil Vicente. Mateus tinha jogado como jogador profissional no Felgueiras, mas tinha passado para a condição de amador ao ser transferido para o Lixa. De acordo com os regulamentos da FPF, "o jogador que tenha mudado da classe profissional para amador, terá de permanecer pelo menos uma época como amador". Como Mateus tinha optado pelo estatuto de amador há menos de um ano, não podia ser inscrito pelo Gil Vicente.
O Gil Vicente e Mateus recorreram para os tribunais comuns, argumentando que o contrato que Mateus tinha com o Lixa era ilegal, pois era um contrato como "contínuo" daquele clube, e não um contrato desportivo. O Tribunal Administrativo e Fiscal do Porto intimou a Liga a aceitar a inscrição do jogador. Mateus acabaria por efetuar apenas quatro jogos na segunda metade da época. O Gil Vicente era da opinião que o recurso sobre a inscrição do angolano não era uma matéria puramente desportiva, mas laboral. Por isso, considerava legítimo o recurso a tribunais civis.
Aparentemente, o contrato como "contínuo" que Mateus tinha com o Lixa, apenas existia para que o clube pagasse menos impostos, pois o valor do contrato era o salário mínimo com folga ao fim-de-semana, precisamente os dias em que o jogador realizava os jogos.

## Sucessão de queixas e decisões nos órgãos de justiça desportiva
“Os últimos desenvolvimentos do "Caso Mateus" são testemunho veemente da velhacaria em que mergulhou o futebol português. E a prova cabal de que esta constelação onde vegeta tanta gente sem escrúpulos e sem pudor exige que os tribunais se imponham ao que, certamente por ironia, se convencionou designar por "justiça desportiva"”

— Manuel Carvalho, jornalista do Público.
A 3 de Março, o diretor executivo da Liga cancelou a inscrição provisória de Mateus pelo Gil Vicente, implicando a impossibilidade deste clube o utilizar o dito jogador no campeonato de futebol. A 27 de Março de 2006, o Gil Vicente queixou-se à Comissão Disciplinar da Liga com o objetivo de impugnar esse despacho; essa queixa foi julgada improcedente por ter sido apresentada fora de prazo. O Gil Vicente recorreu desta decisão em 13 de Maio de 2006 para o Conselho de Justiça da Federação Portuguesa de Futebol; esta viria considerar, em 6 de Julho de 2006, não haver matéria digna de ilícito disciplinar para a sua apreciação.
Em 7 de Março de 2006, a Comissão Disciplinar da Liga ordenou a instauração de inquérito para averiguação da regularidade da utilização pelo Gil Vicente FC do jogador Mateus no jogo Gil Vicente-Vitória de Setúbal na sequência de participação apresentada por este último clube. Este processo foi arquivado em 31 de Março de 2006 por a Liga ter concluído pela inexistência de irregularidades.
Em 21 de Março, a Comissão Disciplinar da Liga abriu um inquérito na sequência de participação pela Académica de Coimbra visando averiguar da eventual conformidade regulamentar e relevância disciplinar da utilização em competição e das condutas conducentes ao registo provisório, obtido através do recurso à via judicial, do contrato entre o Gil Vicente e Mateus.
A 27 de Março de 2006, o Gil Vicente queixou-se à Comissão Disciplinar da Liga com o objetivo de impugnar o despacho do diretor executivo da Liga, Cunha Leal, que cancelava a inscrição provisória de Mateus pelo Gil Vicente e a consequente impossibilidade deste clube o utilizar o dito jogador no campeonato de futebol.

## Série de decisões contraditórias
A 9 de Maio, a Comissão Disciplinar da Liga decidiu ordenar a instauração de processo disciplinar ao Gil Vicente, na sequência de queixa do Belenenses, por o Gil Vicente ter recorrido a tribunais civis na sequência do inscrição de Mateus. Nesse mesmo dia a queixa apresentada pela Académica foi arquivada. A queixa apresentada pelo Belenenses foi analisada a 1 de Junho numa reunião da comissão disciplinar da LPFP, mas, de acordo com as atas nada foi decidido nessa reunião.
No entanto, e numa conversa informal, a comissão falou sobre a possível resolução do caso. O conselheiro Domingos Lopes pediu dispensa por considerar que existia "colisão de ordem familiar e pessoal", uma vez que era filho de um dirigente do Gil Vicente. Então, Gomes da Silva, presidente da Comissão Disciplinar da Liga, pronunciou-se no sentido de se abster à votação visto não ser necessário o seu voto de qualidade para um possível desempate, pois os restantes membros (Pedro Mourão e Frederico Cebola) iriam votar a favor do Belenenses.
No dia seguinte (2 de Junho), a manchete de um jornal desportivo já referia que o Belenenses é que ficava na Primeira Liga. Domingos Lopes, revoltado por Pedro Mourão e Frederico Cebola venderem à comunicação social uma decisão informal, e que ainda não era oficial nem definitiva, apresentou-se na Comissão Disciplinar da Liga dizendo que já poderia votar para o caso, por o seu pai já não pertencer à direção do Gil Vicente há cerca de um mês, tendo disso apresentado os respectivos documentos comprovantes.
Assim, na votação oficial do "Caso Mateus", Mourão e Cebola votaram a favor do Belenenses, Domingos Lopes votou a favor do Gil Vicente, e Gomes da Silva na qualidade de presidente desta comissão, votou a favor do Gil Vicente, valendo este voto como voto de qualidade.
Os juízes Pedro Mourão e Frederico Cebola, que votaram vencidos, teceram fortes acusações aos colegas e demitiram-se do cargo pedindo a anulação da votação, visto que a comissão sem eles ficava sem quórum. No entanto, o presidente da Assembleia Geral da Liga, Adriano Afonso, recusou aceitar as demissões.
A 6 de Julho, o Conselho de Justiça da FPF anulou o acórdão da Comissão Disciplinar da Liga, e ordenou a elaboração de outro sem a intervenção de Domingos Lopes.
A 20 de Julho, Gomes da Silva é demitido em vésperas de a Comissão Disciplinar se reunir para analisar novamente o processo. O presidente da Assembleia Geral da Liga entrega a presidência da comissão a Pedro Mourão e nomeia como novo juiz José Fonseca. Assim, da comissão inicial, todos aqueles que eram a favor do Gil Vicente acabaram por ser demitidos, e os que eram a favor do Belenenses (e que pediram a demissão) ficaram a presidir a nova comissão, tendo sido nomeado um novo juiz para comissão, que daria razão ao Belenenses.
Em 1 de Agosto de 2006, a Comissão Disciplinar da Liga (na sequência do acórdão do Conselho de Justiça da FPF de 6 de Julho de 2006 que anulara a decisão da Comissão Disciplinar da liga de 12 de Junho de 2006) deliberou condenar o Gil Vicente com descida de divisão, por este clube ter recorrido a tribunais comuns, em infracção do Regulamento Disciplinar da Liga. . Votaram a favor do Belenenses Pedro Mourão, Frederico Cebola e José Fonseca. A 7 de Agosto, o Gil Vicente recorreu desta decisão para o Conselho de Justiça da FPF, mas, a 22 de Agosto,  este conselho (a mais alta instância da justiça desportiva da FPF) decidiu confirmar a decisão recorrida.  Por esta via, a 25 de Agosto de 2006, a Comissão Executiva da Liga confirmou que o 16° participante no campeonato nacional de futebol da primeira liga seria o Belenenses.
A 25 de Agosto, depois de o Gil Vicente avisar que iria interpor uma providência cautelar sobre a decisão da Comissão Executiva da Liga, o Leixões Sport Club reclama promoção à Primeira Liga, baseando-se na sua interpretação dos regulamentos: se o Gil Vicente desce de divisão, este deve ser substituído pelo terceiro classificado da segunda liga (Leixões) e não pelo 13° classificado da Primeira Liga (Belenenses).
Em 29 de Agosto de 2006, na sequência de um requerimento do Gil Vicente interposto dois dias antes, o Tribunal Administrativo e Fiscal de Lisboa adoptou uma providência cautelar que suspendeu o acórdão de 22 de Agosto de 2006 e a decisão de 25 de Agosto. Assim, o campeonato iria abrir com o Gil Vicente na Primeira Liga, e o Belenenses na segunda.  Na sequência de mais este recurso a tribunais civis, a Comissão Executiva da LPFP decidiu apresentar mais uma queixa à Comissão de Disciplina da Liga. O Conselho de Disciplina da FPF decidiu também instaurar um processo ao Gil Vicente FC pela infracção disciplinar de ter recorrido aos tribunais civis (tal como previsto no  Artigo 54º do Regulamento Disciplinar da FPF).
No entanto, a Comissão Executiva da Liga suspende os jogos do Belenenses, Gil Vicente e Leixões, argumentando-se na reclamação do clube de Matosinhos ter apresentado um recurso. O recurso do Leixões veio a ser considerado improcedente e o Leixões desistiu do processo.
No entanto é de salientar, que o Vice-Presidente da Assembleia da FPF é um ex-presidente do Leixões, o que leva a crer que a reclamação do Leixões na promoção à Primeira Liga foi combinada com a FPF para que esta tivesse argumentos para declarar a suspensão dos jogos, e assim não se chegar a realizar nenhum jogo com o Gil Vicente na Liga.

## A FIFA ameaça
A 23 de Agosto de 2006, e de acordo com o que o Presidente da Federação Portuguesa de Futebol disse, a FIFA intimou a FPF a disciplinar o Gil Vicente por este ter recorrido aos tribunais civis sobre matéria do foro desportivo. O Gil Vicente sustenta que o primeiro recurso apresentado em tribunal no início de 2006 era relativo ao direito de trabalho e não a questões desportivas. O Gil Vicente sustentava mesmo que tinha sido a FPF a sugerir recorrer para os tribunais comuns quando o conflito surgiu em Janeiro de 2006, de acordo com o fax enviado pela FPF, fax que foi enviado para a FIFA numa exposição apresentada pela equipa de Barcelos.
Em 4 de Setembro de 2006, a FIFA considerava que a FPF "não tinha capacidade de controlar a LPFP" e que iria propor ao Comité de Emergência da FIFA a suspensão da FPF a partir de 14 de Setembro de 2006, "se até lá o problema que envolve o Gil Vicente não estivesse resolvido". A FIFA acrescentava que esperava que até aquela data de 14 de Setembro "o poder para lidar com as questões do futebol fosse restituído às autoridades competentes" [ou seja a FPF] dentro do citado prazo [até 14 de Setembro]. A suspensão da FPF implicaria a impossibilidade da seleção portuguesa participar na qualificatórias para o Campeonato da Europa de 2008, e de diversas equipas portuguesas (FC Porto, Sporting CP,  SL Benfica, Sporting de Braga, Clube Desportivo Nacional e Vitória de Setúbal participarem na Liga dos Campeões da UEFA e na Taça UEFA.
Entretanto, em 5 de Setembro de 2006, a Federação Portuguesa de Futebol emitiu uma Resolução Fundamentada de Interesse Público, proferida nos termos do Código de Processo dos Tribunais Administrativos. Essa resolução destinou-se a levantar a proibição de execução da decisão de 22 de Agosto de 2006 e permitia, portanto a realização dos jogos envolvendo o Gil Vicente (na segunda divisão) e do Belenenses (na primeira divisão). O Gil Vicente apresentou uma contestação a essa Resolução Fundamentada de Interesse Público, mas o Tribunal rejeitou essa contestação a 8 de Setembro de 2006. José Luís Cruz Vilaça, advogado do Gil Vicente, anunciou que o clube estudava a possibilidade de recorrer ao Tribunal Europeu dos Direitos Humanos para tentar resolver o caso. Além disso, o presidente do Gil Vicente, António Fiúza, apelou à Polícia Judiciária para investigar alegada corrupção efectuada pelo Lixa nos seus contratos de "fuga aos impostos" nos favorecimentos ao Belenenses no "Caso Mateus", e pediu ao Governo para "demitir" os responsáveis da FPF.

## Análise
Segundo os estatutos da FIFA, é proibido recorrer aos tribunais civis para matérias desportivas. O regulamento disciplinar da FIFA prevê sanções às federações, clubes e jogadores, incluindo a exclusão de competições. A Lei de Bases do Desporto, em Portugal, prevê a exclusividade das instâncias desportivas para resolverem questões estritamente desportivas. Sucede, porém, que a questão em disputa não é uma questão estritamente desportiva. Ficaria a questão se o Gil Vicente FC poderia ou não ser reintegrado na competição.
Um dos aspectos centrais do caso é se os recursos do Gil Vicente FC, ou pelo menos o seu primeiro recurso ao Tribunal Administrativo e fiscal do Porto se insere no âmbito do direito do trabalho e, consequentemente, pode ser julgado pelos tribunais civis, ou se é uma matéria exclusivamente desportiva. O bastonário da Ordem dos Advogados, Rogério Alves, reconhece neste contexto, que existe uma difícil conjugação entre "a jurisdição desportiva e a jurisdição dos tribunais comuns" e que "há zonas de fronteira que podem suscitar dúvidas]".  Guilherme Aguiar, antigo diretor executivo da Liga, exemplificou dizendo que "dizer-se que o registo de um contrato é uma questão estritamente desportiva é como dizer que o arranjo de um computador num hospital é um assunto estritamente médico".
Para ilustrar a confusão do caso e a sua génese na desorganização do futebol português, após ter sido dado como definitiva a decisão de serem os Belenenses a ficar na Primeira Liga, é noticiado que a inscrição de um jogador amador como profissional é possível de acordo com as regras da FIFA, mas que essas regras ainda não tinham sido transpostas para os regulamentos da FPF. Os regulamentos vigentes datavam ainda de 2000. Efetivamente, em Maio de 2005, mais de meio anos antes do início do caso, a FIFA enviou à FPF (comunicado oficial n.º 393) a alteração das regras relativas à amadorização de jogadores. Assim, a contratação do jogador Mateus por parte do Gil Vicente teria sido possível se a FPF se tivesse regido pelos regulamentos atualizados da FIFA.

## Epílogo
Após o tribunal ter considerado que a Resolução Fundamentada de Interesse Público era válida, e rejeitado a contestação do Gil Vicente FC, a LPFP ordenou a realização dos jogos Gil Vicente x Feirense e Belenenses x Vitória de Setúbal, para a segunda jornada dos campeonatos das segunda e primeira liga, respectivamente.
Pedro Mourão, então Presidente da Comissão Disciplinar da Liga Profissional de Futebol, a 6 de Setembro de 2006, avançou com um processo contra a Gil Vicente por este ter recorrido para o Tribunal Administrativo de várias decisões tomadas, incluindo a sanção de descida de divisão. A Comissão Disciplinar da Liga por Acordão de 19 de Janeiro de 2007 manda arquivar tal processo por considerar que o recurso para os tribunais de decisões não-desportivas não pode ser objeto de sanção.
O Gil Vicente faltou aos seus 3 primeiros jogos da Liga de Honra (a segunda, terceira e quarta jornada, dado que o jogo da primeira jornada tinha sido adiado), argumentando que esperava a resolução do caso por parte do tribunal. Caso faltasse uma quarta vez, poderia ser afastado de todas competições de futebol entre 1 a 5 anos. Para lá de ter perdido os jogos onde este ausente por 3-0, teve ainda 9 pontos de penalização. À quinta jornada, o Gil Vicente regressou aos jogos; perdeu com o Rio Ave Futebol Clube, na casa deste.
Passadas poucas semanas do começo da Primeira Liga Portuguesa na normalidade, Pedro Mourão e Frederico Cebola demitiram-se dos cargos ocupados na FPF por acharem que o seu trabalho ali foi concluído.
O Gil Vicente terminou o campeonato da Segunda Liga em 12.° lugar (36 pontos). Tendo em conta que teve uma penalização de 9 pontos, por falta de comparência a três jogos, poderia ter ficado em 3.º lugar (54), numa época em que subiram Leixões (60) e V. Guimarães (55).
Em maio de 2016, dez anos depois de ter estalado o polémico "Caso Mateus" o Tribunal Administrativo do Círculo de Lisboa anulou o acórdão do Conselho de Justiça da Federação Portuguesa de Futebol, o que reabriu as portas do clube minhoto para o regresso ao principal campeonato do futebol português.
A 12 de dezembro de 2017 o Gil Vicente e o Belenenses assinaram um princípio de acordo sobre o "Caso Mateus", que permite aos gilistas a subida administrativa à Primeira Liga em 2019/20. No entanto, a Federação Portuguesa de Futebol apelou à integração do clube na Primeira Liga o mais rapidamente possível.
No dia 9 de maio de 2018 ficou finalmente decidido que o Gil Vicente iria ser integrado na época 2019/20.